# Sorbas
Sorbas és una localitat de la província d'Almeria. L'any 2005 tenia 2.840 habitants. La seva extensió superficial és de 249 km² i té una densitat d'11,4 hab/km². Està situada a una altitud de 409 metres i a 56 quilòmetres de la capital de la província, Almeria.

## Demografia
| 1996  | 1998  | 1999  | 2000  | 2001  | 2002  | 2003  | 2004  | 2005  | 2006  |
| ----- | ----- | ----- | ----- | ----- | ----- | ----- | ----- | ----- | ----- |
| 2.834 | 2.748 | 2.735 | 2.693 | 2.651 | 2.732 | 2.749 | 2.707 | 2.840 | 2.836 |